# Том Верика
Том Верика (на английски: Tom Verica) (роден на 13 май 1964 г.) е американски актьор и режисьор, популярен с ролята си на Джак Прайър в сериала „Американски мечти“ на NBC. Играе и ролята на астронавта Ричард Гордън в минисериала „От Земята до Луната“ HBO.

## Избрана филмография
- Умирай трудно 2 (1990)
- Сайнфелд (1993)
- Матлок (1995)
- Сентръл Парк Уест (1995)
- Полицейско управление Ню Йорк (1995)
- Ние сме баща ти (1997)
- От Земята до Луната (1998)
- Уил и Грейс (1999)
- Фрейзър (2001)
- Убийство по учебник (2002)
- Червеният дракон (2002)
- Среща с Джордан (2002)
- Знамената на бащите ни (2006)
- Адвокатите от Бостън (2006)
- Д-р Хаус (2006)
- Зодиак (2007)
- Анатомията на Грей (2008)
- Медиум (2009)
- Как да ни се размине за убийство (2014)